# Tsegaye Gabre-Medhin
Tsegaye Gabre-Medhin (amhariska: ጸጋዬ ገብረ መድህን), född 17 augusti 1936 i Boda utanför Ambo, död 25 februari 2006, var en etiopisk författare, dramatiker och poet laureate.
Hans sätt att beskriva vanliga människor istället för religion och kungligheter var startskottet för den moderna etiopiska teatern. Under sin karriär skrev han över 30 teaterpjäser och blev en av landets mest välkända författare. Hans modersmål var oromo, men han skrev de flesta av sina verk på Etiopiens officiella språk amhariska. Vid sidan av det egna författarskapet översatte han även ett flertal västerländska verk, av bland andra William Shakespeare, Bertolt Brecht och Molière.